# Хроника Второй мировой войны (1939 год)
Хроника Второй мировой войны представляет собой тему, неизменно находящуюся под постоянным вниманием и развиваемую авторами как отечественной, так и зарубежной, в том числе немецкой исторической литературы. В многократно издаваемую и переиздаваемую хронику войны ими включается упоминание событий, представляющих иногда с различных точек зрения наибольшее значение для хода мировой истории.
Ниже излагаются в хронологической последовательности основные события войны в 1939 году.
31 Августа пресса Германии сообщила, «… в четверг приблизительно в 20 часов помещение радиостанции в Гляйвице было захвачено поляками».

## Сентябрь
1 сентября в 4 часа 45 минут прибывший в Данциг с дружеским визитом и с воодушевлением встреченный местным населением немецкий учебный корабль — устаревший броненосец «Шлезвиг-Гольштейн» — открывает огонь по польским укреплениям на Вестерплятте.
В Германии полиция издала распоряжение, запрещающее выезд евреям за границу.
С первых же дней наступления в военные действия включилось население. В польском городе Бромберге несколько тысяч проживавших здесь немцев были убиты поляками по подозрению в сотрудничестве с немецкой армией. Эти убийства использовались немецкой пропагандой для оправдания террора против местного населения.
Надев солдатскую форму, в Рейхстаге выступил Гитлер. В оправдание нападения на Польшу Гитлер ссылался инцидент в Гляйвице. При этом он тщательно избегал термина «война», опасаясь вступления в конфликт Англии и Франции, давших Польше соответствующие гарантии. В изданном им приказе говорилось лишь об «активной обороне» против польской агрессии.
Великобритания и Франция под угрозой объявления войны потребовали немедленного вывода немецких войск с польской территории. Муссолини предложил созвать конференцию для мирного решения польского вопроса, но Гитлер отказался.
В Советском Союзе введена всеобщая воинская повинность. При этом призывной возраст был снижен с 21 до 19 лет, а для некоторых категорий — до 18 лет. В короткое время численный состав армии достиг 5 миллионов человек, что составило около 3 % населения. Таким образом Сталин в скрытой форме начал мобилизацию, представляющую собой необратимый процесс, имеющий характер цепной реакции, неизбежно ведущей к войне.
3 сентября в 9 часов Великобритания, а в 12.20 и Франция объявили Германии войну. К ним присоединились Австралия, Индия и Новая Зеландия. Началась «странная война». На Европейском континенте никаких имеющих стратегическое значение операций не велось. Стороны осознавали опасность вступления в сухопутную войну с её огромными человеческими жертвами.
Наступление немецких войск развивалось по плану. Польские уланы были слабой военной силой по сравнению с согласованно действующими танковыми соединениями и люфтваффе.
4 сентября во время налёта английской авиации на Вильгельмсхафен сбито 24 бомбардировщика.
5 сентября США и Япония объявили о нейтралитете.
6 сентября немцы захватили Краков. Правительство эвакуировалось в Люблин.
6 сентября войну Германии объявила Южная Африка.
7 сентября французские войска перешли границу с Сааром.
8 сентября 4-я танковая дивизия под командованием ген.-лейт. Рейнхарда достигла границ Варшавы. Войска 10-й армии генерала Рейхенау начали под Радомом окружение польской армии «Pruzy» под командованием генерала Стефана Даб-Бернацкого.
9 сентября польская армия «Poznan» под командованием генерала Тадеуша Кутрцеба начала решающее сражение под Бзурой с немецкой 8-й армией под командованием генерала от инфантерии Иоганна Бласковица.
10 сентября Канада объявила Германии войну.
12 сентября окружённая под Радомом польская армия капитулировала. В плен попало 60000 поляков.
В Абевиле (Abbeville) собрался первый военный совет союзников.
14 сентября у берегов Шотландии глубинными бомбами при попытке торпедировать авианосец «Арк-Роял» потоплена первая немецкая подводная лодка U-39.
15 сентября немцы захватили Пржемышль и Белосток.
16 сентября послу Польши в СССР было заявлено, что, поскольку Польское государство больше не существует, Советский Союз должен взять под защиту жителей Западной Украины и Западной Белоруссии.
16 сентября войсковая группа «Юг» под командованием генерал-полковника Герда фон Рундштедта начала окружение польских армий «Poznan» и «Pomorze» на Бзуре.
17 сентября в 6 часов утра в соответствии с ранее согласованным с Гитлером планом две советские войсковые группы перешли государственную границу с Польшей. Белорусским фронтом командовал генерал Ковалёв, наступавший на Вильно, Гродно и Белосток. Украинским фронтом командовал маршал Тимошенко, который наступал на Лемберг (Львов).
Раньше польская армия, по численности даже несколько превосходящая армию Германии, сохраняла надежду если не на победу, то, по крайней мере, на заключение мира на тяжёлых условиях, то теперь для Польши не осталось никакой возможности сохранить свою государственность. Вечером того же дня польское правительство и армейское командование переехало в Румынию.
18 сентября под Брестом встретились советские и немецкие солдаты.
19 сентября окружённые под Бзурой польские войска капитулировали. Количество пленных составило 170000 человек.
21 сентября шеф тайной полиции и службы безопасности СС Рейнхард Гейдрих изложил принципы оккупационной политики в Польше: ликвидация интеллигенции, геттоизация евреев и переселение поляков в специальную территорию с центром в Кракове.
22 сентября 1939 года комбриг С. М. Кривошеин вместе с генералом Г. Гудерианом (они были знакомы ещё по учёбе в школе «Кама») приняли совместный парад советских и германских войск в белорусском городе Брест.
22 сентября под ударами Красной Армии капитулировала крепость Лемберг (Львов).
23 сентября Верховное командование Германии заявило об окончании Польского похода.
25 сентября в Германии была введена карточная система распределения продуктов питания.
26 сентября после 17-дневного сопротивления, в котором участвовало около 100000 человек, капитулировала Варшава.
28 сентября капитулировала крепость Модлин, польская кампания закончилась, хотя отдельные гарнизоны продолжали сопротивление в районе Люблина до 6 октября.
28 сентября Иохим Риббентроп отправился в Москву для согласования советско-польской границы. Согласно новому секретному протоколу вся Литва отходила к области интересов СССР, а граница с Вислы смещалась восточнее на Буг. В польской кампании Советский Союз потерял убитыми 737 и ранеными 1859 солдат.
В советском плену оказалось 217 000 польских военнослужащих. Государство Польша исчезло с географических карт. В изданном в 1940 году школьном географическом атласе на месте бывшей Польши появилась надпись «Область государственных интересов Германии». Немцы же называли это административное образование Немецким Генерал-губернаторством (Deutsche Generalgouvernement).
30 сентября во Франции генерал Владислав Сикорский (Wladislaw Sikopski) организовал Польское правительство в изгнании и одновременно сформировал армию из 90 000 поляков, сумевших бежать на Запад.

## Октябрь
3 октября немцы вывели из Польши 30 дивизий.
4 октября секретным распоряжением амнистировали проживавших в Польше немцев, принимавших участие в немецких погромах.
6 октября под Коцком и Люблином капитулировали последние польские войска.
6 октября на заседании Рейхстага Гитлер подвёл итоги Польской кампании, на котором предложил Западу мир. При этом он потребовал пересмотра Версальского соглашения, возвращения Германии утраченных колоний и отмену ограничений на вооружения. Поскольку Германия на этот момент превратилась в гегемона в центральной Европе, мирная инициатива Гитлера была отклонена Францией 10-го, а Британией 12 октября.
7 октября рейхсфюрер СС и шеф полиции Генрих Гиммлер отдал распоряжение об «Укреплении немецкой народной государственности» путём принудительного переселения поляков в образованное Генерал-губернаторство.
9 октября в Рейхсканцелярии состоялось обсуждение осуществления планов по эвтаназии. Предполагалось уничтожить 65−70 тысяч человек.
СССР передал Литве ранее находившийся в Польше Вильнюс.
12 октября оккупированные немцами и не вошедшие в состав Германии земли были превращены в Генерал-губернаторство под руководством рейхсминистра Ганса Франка.
Начата депортация евреев из Австрии, и протектората Чехии и Моравии.
14 октября капитан U-47 Гюнтер Прин потопил в бухте Скапа Флоу английский линкор «Роял Оук».
15 октября Германия и Эстония подписали протокол о переселении балтийских немцев.
17 октября при налёте немецкой авиации на Скапа Флоу серьёзно повреждён устаревший линкор «Айрон Дьюк».
20 октября из Вены депортировали в Генерал-губернаторство 2000 евреев.
21 октября министр иностранных дел Италии Галеаццо Чиано граф фон Корнелаццо и посол Германии Ганс Георг фон Макензен договарились о переселении немцев из Южного Тироля.
25 октября было создано «Генерал-губернаторство для оккупации польской территории» (Generalgouvernements für die besetzen pollnischen Gebiete).
28 октября Гиммлер издал приказ, адресованный неженатым членам СС, принять участие в воспитании молодёжи.
30 октября было заключено соглашение с Литвой о переселении и издан приказ о выселении в Генерал-губернаторство евреев из Померании, Западной Пруссии (Позен) и Верхней Силезии.
31 октября в Лодзи Ганс Франк изложил принципы оккупационной политики.
31 октября Народный комиссар иностранных дел Вячеслав Молотов, выступая на сессии Верховного Совета СССР, под гром аплодисментов заявил: «Потребовался не такой уж сильный удар немецких вооружённых сил и присоединившихся к ним частей Красной Армии, чтобы от Польши — этого омерзительного порождения Версальского договора — не осталось ничего».

## Ноябрь
1 ноября Верховный Совет одобрил присоединение Западной Украины к СССР.
Евреи области Кракова должны с 1 ноября носить отличительную звезду Давида.
3 ноября советское и германское правительства подписали соглашение о переселении немецкого населения (нем. Volksdeutsche) из Западной Украины, а также украинцев, белорусов, русских и русинов из Генерал-губернаторства.
4 ноября Рузвельт подписал пересмотренный акт о нейтралитете. Он давал разрешение воюющим сторонам на закупку американского оружия при условии его вывоза на собственных судах этих стран.
6 ноября весь преподавательский состав университета в Кракове был направлен в концентрационный лагерь.
7 ноября из-за непогоды намечавшийся ранее переход в наступление немецких войск был перенесён с 12 на 15 ноября.
8 ноября Иоганн Георг Эльзер совершил неудачную попытку убить Гитлера. Заключённый в лагерь Дахау, Эльзер был убит там 9 апреля 1945 года.
11 ноября генерал-губернатор Ганс Франк отдал распоряжение о расстреле всех жителей домов, на которых появлялись плакаты, напоминающие о дне восстановления Польского государства 11 ноября 1918 года.
16 ноября генерал фельдмаршал Геринг приказал усилить привлечение польской рабочей силы для работы в Германии.
18 ноября генерал Бласковиц доложил Гитлеру о зверствах полиции и зондеркоманд СС в Польше. 
При следовании через Канал голландский пассажирский корабль подорвался на мине. 84 человека погибли.
21 ноября у берегов Шотландии у залива Фирт оф форт получил тяжёлые повреждения от взрыва на мине крейсер «Белфаст».
В переговорах с Финляндией Советское правительство предлагало в обмен на территорию Карельского перешейка и право аренды полуострова Ханко для организации там военной базы значительно большую территорию в центральной Карелии. Финское правительство отказалось, и Молотов обозвал его «гороховыми шутами».
26 ноября Советское правительство вручило Финляндии ноту протеста против якобы совершенного с финской стороны обстрела советской пограничной заставы около Майнила. Но финское правительство сообщило, что в данном месте не имелось орудий, пригодных для такого обстрела. Кроме того, по данным финской звукометрической разведки стрельба велась с Советской территории из района Сертолова и Чёрной речки, где недалеко от Ленинграда располагались крупные контингенты Красной Армии. Тем не менее, финны предложили созвать компетентную комиссию для расследования пограничного инцидента.
27 ноября король Англии Георг VI подписал декрет о запрете экспорта в Германию. Аналогичные меры приняла и Франция.
28 ноября немецкое верховное командование сообщило о потоплении английского крейсера подводной лодкой U47 под командованием капитан-лейтенанта Гюнтера Прина.
29 ноября Гитлер дал распоряжение о минировании и обстреле английских портов.
29 ноября Москва разорвала дипломатические отношения с Финляндией.
30 ноября советская авиация провела бомбардировку Хельсинки. Началась «зимняя война». В первые дни войны Красная Армия практически не встречала сопротивления от оборонявшихся финнов.

## Декабрь
1 декабря из Рейхсгау Позен в Генерал-губернаторство переселилось 150000 поляков.
1 декабря в Стокгольме началась запись добровольцев в финскую армию.
7 декабря немцы совершили успешное минирование вод у берегов Англии. При этом был тяжело повреждён английский эсминец.
8 декабря после прибытия в Перемышль комиссии началось переселение 120000 фольксдойче из Волыни и Восточной Галиции в Германию.
9 декабря народный комиссариат иностранных дел СССР проинформировал аккредитованных в Москве послов о начале блокады финского побережья и объявлении его зоной военных действий
14 декабря Лига Наций в Женеве исключила Советский Союз из своего состава за агрессию против Финляндии.
16 декабря первый лорд адмиралтейства Уинстон Черчилль повторил заявление, сделанное им 19 сентября, о готовности вступления в Норвегию.
17 декабря тяжело повреждённый «карманный линкор» «Адмирал граф Шпее» был затоплен командой в устье Ла-Платы.
18 декабря при авианалёте были сбиты 12 английских бомбардировщиков.
22 декабря после семидневных боёв с огромными потерями в районе Сумма-Хотинен безрезультатно закончилась попытка прорвать в лоб «линию Маннергейма».
Советские войска вторглись на территорию Финляндии, имея намерение разрезать её и выйти к Ботническому заливу. Финны приняли тактику партизанской войны. Небольшими партиями из хорошо знавших местность лыжников они из засад обстреливали растянувшиеся по узким лесным дорогам колонны советских войск. При этом основной их целью были командиры и походные кухни. Окружённые войска в соответствии с уставами занимали круговую оборону, образуя малоподвижные очаги сопротивления, называемые финнами «мотти», ликвидация которых была лишь вопросом времени.
28 декабря после боёв, длившихся 17 дней, у Суомуссалми была полностью разгромлена 163-я стрелковая дивизия Красной Армии, предназначавшаяся для захвата Оулу на побережье Ботнического залива.
31 декабря Гитлер заслушал доклад немецкого Верховного командования (ОКВ), в котором обосновывалась мысль, что Красная Армия не представляет собой серьёзного противника. Для Германии стало возможным при ухудшении отношений с Советским Союзом пойти на риск войны на два фронта.